# Cleotis Brown
Cleotis Brown (Pittsview, Alabama, 21 de junio de 1977) es un exjugador de baloncesto estadounidense. Con 1,98 metros de altura, actuaba habitualmente en la posición de alero y asumía generalmente el rol de anotador de su equipo. Jugó profesionalmente en varios países, pero se destacó especialmente en Irlanda -donde fue nombrado como Mejor Extranjero de la Super League en la temporada 2000-01- y en Argentina -donde fue escogido como miembro del mejor quinteto de la Liga Nacional de Básquet en la temporada 2007-08-. También fue reconocido como el Mejor Sexto Hombre de la USBL en la temporada 2004.

## Trayectoria

### Clubes
| Club                    | País           | Año         |
| ----------------------- | -------------- | ----------- |
| Burger King Limerick    | Irlanda        | 2000 - 2003 |
| Ironi Ramat Gan         | Israel         | 2003        |
| Kansas Cagerz           | Estados Unidos | 2004        |
| Coras de Tepic          | México         | 2004        |
| Quimsa                  | Argentina      | 2004 - 2005 |
| Halcones UV Xalapa      | México         | 2005        |
| Regatas Corrientes      | Argentina      | 2005 - 2006 |
| Libertad de Sunchales   | Argentina      | 2006 - 2007 |
| Kansas Cagerz           | Estados Unidos | 2007        |
| Quimsa                  | Argentina      | 2007 - 2008 |
| Halcones Rojos Veracruz | México         | 2008 - 2009 |
| Autocid Ford Burgos     | España         | 2009        |
| Libertad de Sunchales   | Argentina      | 2009 - 2010 |
| Quimsa                  | Argentina      | 2010        |
| Sionista                | Argentina      | 2010 - 2011 |
| Cocodrilos de Caracas   | Venezuela      | 2012        |